# Вороний Остров (Ленинградская область)
Воро́ний О́стров — деревня в Трубникоборском сельском поселении Тосненского района Ленинградской области.

## История
Впервые упоминается в Писцовой книге Водской пятины 1500 года как деревня Остров в Ильинском Тигодском погосте Новгородского уезда.
В переписи 1710 года в Ильинском Тигодском погосте упоминаются деревня и усадище Остров помещика Воронина.

ВОРОНИН-ОСТРОВ — деревня при реке Равани, Боровского сельского общества, прихода села Бабина.

Дворов крестьянских — 48. Строений — 130, в том числе жилых — 63.

Число жителей по семейным спискам 1879 г.: 152 м. п., 147 ж. п.; по приходским сведениям 1879 г.: 120 м. п., 120 ж. п. (1884 год)

В конце XIX — начале XX века деревня административно относилась к Любанской волости 1-го стана 1-го земского участка Новгородского уезда Новгородской губернии.

ВОРОНИН ОСТРОВ — деревня Боровского сельского общества, дворов — 57, жилых домов — 73, число жителей: 140 м. п., 142 ж. п. 

Занятия жителей — земледелие, лесные заработки, добыча песка. Часовня, хлебозапасный магазин, мелочная лавка.

ВОРОНИН ОСТРОВ — усадьба Д. В. Константинова, дворов — 1, жилых домов — 2, число жителей: 11 м. п., 5 ж. п.

Занятия жителей — земледелие. Мелочная лавка. Смежна с деревней Воронин Остров. (1907 год)

Согласно военно-топографической карте Петроградской и Новгородской губерний издания 1915 года деревня Воронин Остров насчитывала 56 крестьянских дворов.
С 1917 по 1927 год деревня Вороний Остров входила в состав Любанской волости Новгородского уезда Новгородской губернии.
С 1927 года в составе Трубникоборского сельсовета Любанского района.
С 1930 года в составе Тосненского района.
По данным 1933 года деревня Вороний Остров входила в состав Трубникоборского сельсовета Тосненского района.

План деревни Вороний Остров. 1937 год

Согласно топографической карте 1937 года деревня насчитывала 81 двор, в деревне была своя школа.
В 1940 году население деревни Вороний Остров составляло 457 человек.
С 1 сентября 1941 года по 31 января 1944 года деревня находилась в оккупации.
В 1958 году население деревни Вороний Остров составляло 164 человека.
По данным 1966, 1973 и 1990 года деревня Вороний Остров также входила в состав Трубникоборского сельсовета.
В 1997 году в деревне Вороний Остров Трубникоборской волости проживал 21 человек, в 2002 году — 40 человек (русские — 92 %).
В 2007 году в деревне Вороний Остров Трубникоборского СП — 18 человек.

## География
Деревня расположена в юго-восточной части района на автодороге 41К-171 (Апраксин Бор — Трубников Бор).
Расстояние до административного центра поселения — 4 км.
Расстояние до ближайшей железнодорожной платформы Трубниково — 4 км.
Близ деревни протекает река Равань.

## Демография
| 2007 | 2010 | 2017 |
| ---- | ---- | ---- |
| 18   | ↗41  | ↘24  |

## Улицы
Воронеостровская, Градская, Графская, Кольцевая, Луговая, Совхозный переулок.